# Sport in 2008
Dit artikel is een samenvatting van de belangrijkste sportfeiten uit het jaar 2008.

## Olympische Zomerspelen 2008

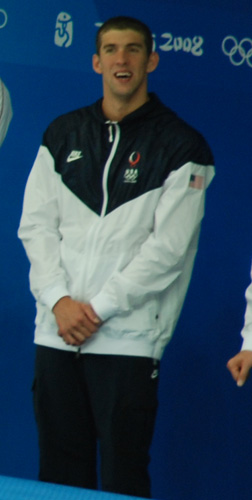
Michael Phelps

De Olympische Zomerspelen van de XXIXe Olympiade werden van 8 tot en met 24 augustus 2008 gehouden in Peking, de hoofdstad van de Volksrepubliek China. Er deden 11.028 atleten aan mee uit 204 landen.
De Amerikaanse zwemmer Michael Phelps wint achtmaal goud, waarmee hij het record van zijn landgenoot Mark Spitz verbetert. Met een totaal van 14 gouden en 2 bronzen medailles is hij nu de meest succesvolle medaillewinnaar aller tijden.
Voor Nederland en België zijn het vooral de vrouwen die succes behalen. Amazone Anky van Grunsven wint voor de derde keer op rij de dressuur. Verrassend is de gouden medaille voor de waterpolo-dames. Een ander hoogtepunt is het goud voor langeafstandszwemmer Maarten van der Weijden. Alle Belgische medailles worden door vrouwen behaald. Onbetwist hoogtepunt is het goud van Tia Hellebaut bij het hoogspringen.

### Formule 1
| - Grand Prix van Australië: Lewis Hamilton - Grand Prix van Maleisië: Kimi Räikkönen - Grand Prix van Bahrein: Felipe Massa - Grand Prix van Spanje: Kimi Räikkönen - Grand Prix van Turkije: Felipe Massa - Grand Prix van Monaco: Lewis Hamilton - Grand Prix van Canada: Robert Kubica - Grand Prix van Frankrijk: Felipe Massa - Grand Prix van Groot-Brittannië: Lewis Hamilton | - Grand Prix van Duitsland: Lewis Hamilton - Grand Prix van Hongarije: Heikki Kovalainen - Grand Prix van Europa: Felipe Massa - Grand Prix van België: Felipe Massa - Grand Prix van Italië: Sebastian Vettel - Grand Prix van Singapore: Fernando Alonso - Grand Prix van Japan: Fernando Alonso - Grand Prix van China: Lewis Hamilton - Grand Prix van Brazilië: Felipe Massa |

- Wereldkampioen Coureurs: Lewis Hamilton
- Wereldkampioen Constructeurs: Scuderia Ferrari
- Indianapolis 500 in 2008
- Intercontinental Rally Challenge in 2008
- Wereldkampioenschap rally in 2008

## Motorsport
- Wereldkampioen MotoGP - Valentino Rossi

- Motorcross

MX1
Coureurs:  David Philippaerts
Constructeur:  Yamaha
MX2
Coureurs:  Tyla Rattray
Constructeur:  KTM
MX3
Coureurs:  Sven Breugelmans
Constructeur:  KTM
Motorcross der Naties
- Land + coureurs:  Verenigde Staten (James Stewart, Ryan Villopoto, Tim Ferry)

- Wereldkampioen zijspancross - Daniël Willemsen/Bruno Kalin/Reto Grütter

## Wielersport

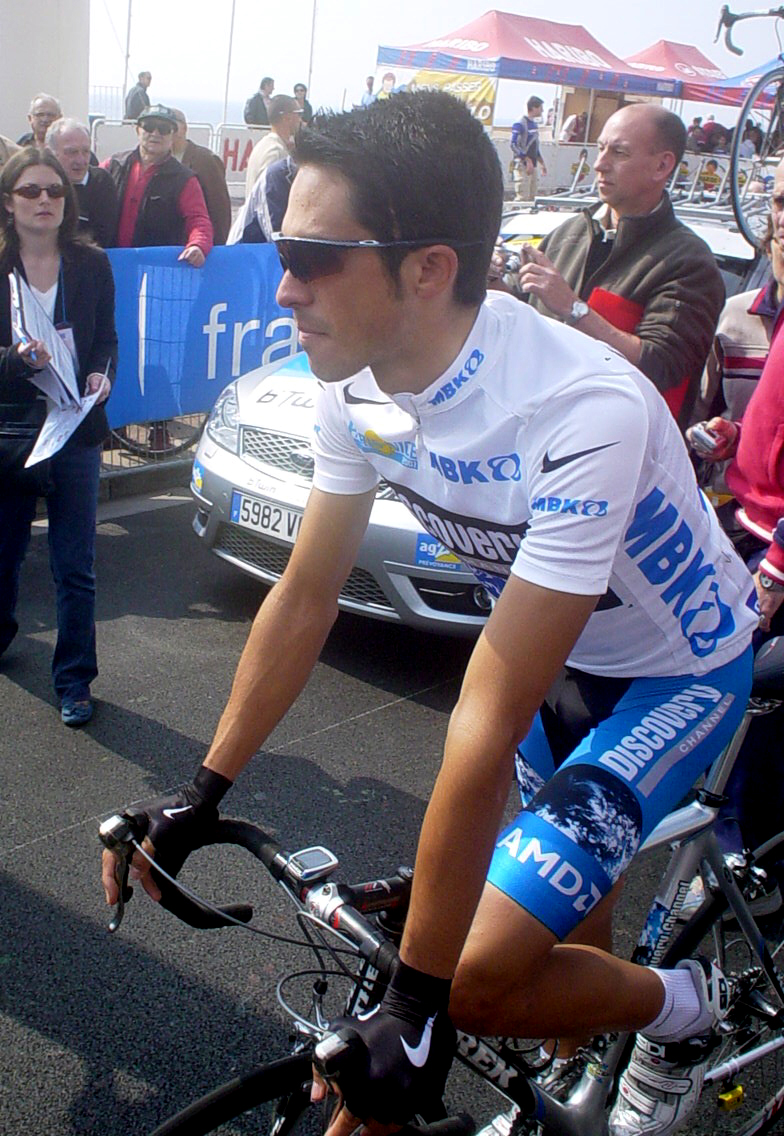
Alberto Contador

- Ronde van Italië -  Alberto Contador
- Ronde van Frankrijk
  - Gele trui (winnaar):  Carlos Sastre 
  - bolletjestrui Bergkoning: Bernhard Kohl
  - groene trui Punten: Óscar Freire
  - witte trui jongerenklassement: Andy Schleck
  - Team: Team CSC
- Ronde van Spanje -  Alberto Contador
- Wielerklassiekers
  - Milaan-Sanremo - Fabian Cancellara 
  - Ronde van Vlaanderen - Stijn Devolder 
  - Parijs-Roubaix - Tom Boonen 
  - Amstel Gold Race - Damiano Cunego 
  - Luik-Bastenaken-Luik - Alejandro Valverde 
  - Ronde van Lombardije - Damiano Cunego
- Wereldkampioenschap wielrennen
  - Op de weg
    - Wegwedstrijd:  Alessandro Ballan 
    - Tijdrijden: Bert Grabsch
    - Tijdrijden voor beloften: Fabio Duarte
    - Wegwedstrijd voor dames: Nicole Cooke 
    - Tijdrijden voor dames: Amber Neben

  - Op de baan
    - Sprint: Chris Hoy 
    - Keirin: Chris Hoy
    - Puntenkoers: Vasil Kiryjenka
    - Tijdrit: Teun Mulder
    - Puntenkoers voor dames: Marianne Vos
    - Scratch voor dames: Ellen van Dijk
- Wereldkampioenschap veldrijden: Lars Boom
- Wereldkampioenschap veldrijden dames: Hanka Kupfernagel
- Wereldbeker veldrijden 2007-2008: Sven Nys
- Superprestige veldrijden 2007-2008: Sven Nys
- GvA Trofee Veldrijden 2007-2008: Sven Nys

## Voetbal
- UEFA Champions League - Manchester United
- UEFA Cup - FK Zenit Sint-Petersburg
- Europese Supercup - FK Zenit Sint-Petersburg
- EK - Spanje  wint de finale van Duitsland met 1-0

### Nationale kampioenschappen
- België:
  - Jupiler League - Standard Luik
  - Beker van België - RSC Anderlecht
- Engeland:
  - Premiership - Manchester United
  - League Cup - Tottenham Hotspur
  - FA Cup - Portsmouth FC
- Frankrijk:
  - Ligue 1 - Olympique Lyon
  - Coupe de France - Olympique Lyon
  - Coupe de la Ligue - Paris Saint-Germain
- Duitsland:
  - Bundesliga - Bayern München
  - DFB-Pokal - Bayern München
- Italië:
  - Serie A - Internazionale
  - Coppa Italia - AS Roma
- Nederland:
  - Eredivisie: PSV
  - Eerste divisie: FC Volendam
  - KNVB beker: Feyenoord
  - Johan Cruijff Schaal: PSV
- Spanje:
  - Primera División - Real Madrid
  - Copa del Rey - Valencia CF
- Japan:
  - J-League - Kashima Antlers
  - J-League Cup - Oita Trinita
- Rusland
  - Premjer-Liga - Roebin Kazan
  - Beker van Rusland - CSKA Moskou

### Prijzen
- Europees voetballer van het jaar - Cristiano Ronaldo
- Wereldvoetballer van het jaar - Cristiano Ronaldo
- Belgische Gouden Schoen - Axel Witsel
- Nederlandse Gouden Schoen - John Heitinga

## Schaatsen
- Europese kampioenschappen, Kolomna ()
  - Mannen - Sven Kramer 
  - Vrouwen - Ireen Wüst
- Wereldkampioenschap allround, Berlijn ()
  - Mannen - Sven Kramer 
  - Vrouwen - Paulien van Deutekom
- Wereldkampioenschap sprint, Heerenveen ()
  - Mannen - Lee Kyou-hyuk 
  - Vrouwen - Jenny Wolf
- EK shorttrack mannen, Ventspils ()
  - Mannen - Haralds Silovs 
  - Vrouwen - Arianna Fontana
- Wereldkampioenschap shorttrack, Gangneung ()
  - Mannen - Apolo Anton Ohno 
  - Vrouwen - Wang Meng

## Handbal
- Europees kampioenschap mannen

 Denemarken
- Europees kampioenschap vrouwen

 Noorwegen

## Hockey
- World Hockey Player of the Year

Mannen:  Pol Amat
Vrouwen:  Luciana Aymar

## Korfbal
- Nederlands zaalkampioen - Koog Zaandijk
- Belgisch zaalkampioen - Boeckenberg

## Rugby
- Zeslandentoernooi 2008 - Winnaar:  Wales

## Snooker
- Welsh Open: Mark Selby wint van Ronnie O'Sullivan met 9 - 8
- Malta Cup: Shaun Murphy wint van Ken Doherty met 9 - 3
- Masters: Mark Selby wint van Stephen Lee met 10 - 3
- China Open: Stephen Maguire wint van Shaun Murphy met 10 - 9
- World Championship: Ronnie O'Sullivan wint van Ali Carter met 18 - 8
- Northern Ireland Trophy: Ronnie O'Sullivan wint van Dave Harold met 9 - 3
- Grand Prix: John Higgins wint van Ryan Day met 9 - 7
- UK Championship: Shaun Murphy wint van Marco Fu met 10 - 9

## Tennis
- ATP-seizoen 2008
- WTA-seizoen 2008
- Australian Open

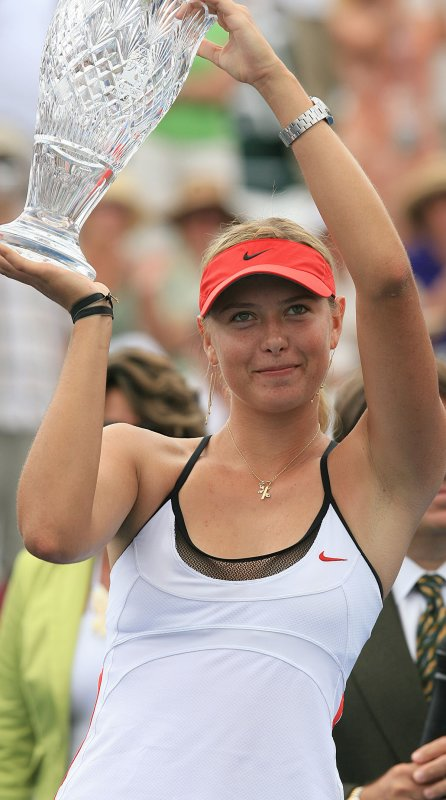
Marija Sjarapova

  - Mannenenkel - Novak Đoković  (wint van Jo-Wilfried Tsonga)
  - Vrouwenenkel - Maria Sjarapova  (wint van Ana Ivanović)
- Roland Garros
  - Mannenenkel - Rafael Nadal  (wint van Roger Federer)
  - Vrouwenenkel - Ana Ivanović  (wint van Dinara Safina)
- Wimbledon
  - Mannenenkel - Rafael Nadal  (wint van Roger Federer)
  - Vrouwenenkel - Venus Williams  (wint van Serena Williams)
- US Open
  - Mannenenkel - Roger Federer  (wint van Andy Murray)
  - Vrouwenenkel - Serena Williams  (wint van Jelena Janković)
- Davis Cup - Spanje
- Fed Cup - Rusland

## Basketbal
- Nederlands kampioen FEB Eredivisie - MyGuide
- Belgisch kampioen Ethias League 2007-2008 - Spirou Charleroi

## Sporter van het jaar
België
- Sportman: Sven Nys
- Sportvrouw: Tia Hellebaut
- Sportploeg: 4x100 meter estaffeteam vrouwen
- Sportpersoonlijkheid: Tia Hellebaut
- Sportbelofte: Elise Matthysen

Nederland
- Sportman: Maarten van der Weijden
- Sportvrouw: Marianne Vos
- Sportploeg: Nederlandse Vrouwen Waterpoloploeg
- Gehandicapte sporter: Esther Vergeer
- Sportcoach: Robin van Galen
- Talent: Ranomi Kromowidjojo

Europa
- Sportman:  Rafael Nadal
- Sportvrouw:  Jelena Isinbajeva

Mondiaal
- Sportman:  Roger Federer
- Sportvrouw:  Justine Henin
- Sportploeg:  Zuid-Afrikaans rugbyteam
- Gehandicapte sporter:  Esther Vergeer
- Doorbraak:  Lewis Hamilton
- Actiesporter:  Shaun White
- Comeback:  Paula Radcliffe
- Lifetime Achievement Award:  Serhij Boebka

## Overleden
januari
- 1 – Lucas Sang (46), Keniaans atleet
- 3 – Yo-Sam Choi (33), Zuid-Koreaans bokser
- 3 – Jimmy Stewart (77), Brits autocoureur
- 7 – John Braspennincx (93), Nederlands wielrenner
- 8 – Karel Jansen (82), Nederlands voetballer en voetbal(vakbonds)bestuurder (oprichter van voetballersvakbond VVCS)
- 11 – Edmund Hillary (88), Nieuw-Zeelands bergbeklimmer (o.a. Mount Everest)
- 17 – Bobby Fischer (64), IJslands schaker
- 28 – Ginty Vrede (22), Nederlands Thaibokser

februari
- 2 – John Fredrix (62), Nederlands voetballer
- 3 – Charley van de Weerd (87), Nederlands voetballer van FC Wageningen
- 6 – Tony Rolt (89), Brits Formule 1-coureur
- 9 – Guy Tchingoma (22), Gabonees voetballer
- 20 – Klaas Smit (77), Nederlands voetballer
- 21 – Emmanuel Sanon (56), Haïtiaans voetballer
- 23 – Paul Frère (91), Belgisch Formule 1-coureur en autojournalist

maart
- 27 – Ton van Heugten (62), Nederlands motorcrosser
- 28 – Valentino Fois (34), Italiaans wielrenner

april
- 3 – Hrvoje Ćustić (24), Kroatisch voetballer
- 6 – Jeu Sprengers (69), Nederlands sportbestuurder, voorzitter van de KNVB.
- 19 – Constant Vanden Stock (93), Belgisch ex-voetballer en oud-voorzitter van RSC Anderlecht

mei
- 8 – François Sterchele (26), Belgisch voetballer
- 10 – Ole Fritsen (66), Deens voetballer van onder meer GVAV
- 11 – Bruno Neves (26), Portugees wielrenner
- 14 – Dick Langerhorst (62), Nederlands zwemkampioen
- 18 – Jan de Rooij (76), Nederlands bokser
- 22 – Rinus Gosens (88), Nederlands voetballer en voetbalcoach
- 26 – Daniel Van Ryckeghem (62), Belgisch wielrenner

juni
- 5 – Victor Wegria (71), Belgisch voetballer en voetbaltrainer
- 9 – Karen Asrian (28), Armeens schaker
- 11 – Adam Ledwoń (34), Pools-Duits voetballer
- 16 – Tom Compernolle (32), Belgisch atleet en militair
- 21 – Mosje Temming (68), Nederlands voetballer
- 30 – Hans van Doorneveld (67), Nederlands voetballer en voetbalcoach

juli
- 3 – Jan Charisius (81), Nederlands schaatser en sportbestuurder
- 4 – Jacques Chapel (62), Nederlands sportverslaggever
- 19 – Piet Keijzer (89), Nederlands langebaan- en marathonschaatser

augustus
- 3 – Anton Allemann (72), Zwitsers voetballer (ooit spelend bij PSV en Young Boys Bern)
- 4 – Craig Jones (23), Brits motorcoureur
- 4 – Johny Thio (63), Belgisch voetballer
- 7 – Ralph Klein (77), Israëlisch basketballer en -trainer
- 10 – František Tikal (75), Tsjechisch ijshockeyer
- 25 – Eef Kamerbeek (74), Nederlands tienkamper
- 27 – Jean-Marc Renard (52), Belgisch bokser
- 28 – Phil Hill (81), Amerikaans autoracer
- 28 – Bert Riether (47), Nederlands voetballer (oud-voetballer van VVV-Venlo)

september
- 3 – Joan Segarra (80), Spaans voetballer
- 6 – Jan Potharst (90), Nederlands voetballer en sportbestuurder
- 24 – Maurits van Nierop (25), Nederlands cricketer

oktober
- 10 – Aleksej Prokoerorov (44), Russisch langlaufer
- 16 – Ab Gritter (59), Nederlands voetballer en voetbaltrainer
- 25 – Federico Luzzi (28), Italiaans tennisser
- 29 – Cor Brom (76), Nederlands voetballer en voetbaltrainer

november
- 5 – Piet Paternotte (66), Nederlands voetballer
- 6 – Larry James (61), Amerikaans atleet
- 6 – Bob Janse (88), Nederlands voetbalcoach
- 8 – Régis Genaux (35), Belgisch voetballer en voetbaltrainer
- 9 – Anton Huiskes (80), Nederlands schaatser en schaatscoach
- 9 – Johan van Mil (49), Nederlands schaker
- 13 – Cor Coster (88), Nederlands voetbalmakelaar
- 14 – Sjaak Wolfs (76), Nederlands materiaalman
- 15 – Fons Bastijns (61), Belgisch voetballer
- 16 – Kees Aarts (67), Nederlands voetballer
- 19 – Herman Kuiphof (89), Nederlands sportjournalist en televisieverslaggever

december
- 8 – Kerryn McCann (41), Australisch atlete
- 9 – Dražan Jerković (72), Kroatisch voetballer
- 12 – Maksim Pasjajev (20), Oekraïens voetballer
- 19 – Sam Tingle (87), Zimbabwaans autocoureur
- 20 – Albin Planinc (64), Sloveens schaker

1965 · 1966 · 1967 · 1968 · 1969 · 1970 · 1971 · 1972 ·1973 · 1974 · 1975 · 1976 · 1977 · 1978 · 1979 · 1980 · 1981 · 1982 · 1983 · 1984 · 1985 · 1986 · 1987 · 1988 · 1989 · 1990 · 1991 · 1992 · 1993 · 1994 · 1995 · 1996 · 1997 · 1998 · 1999 · 2000 · 2001 · 2002 · 2003 · 2004 · 2005 · 2006 · 2007 · 2008 · 2009 · 2010 · 2011 · 2012 · 2013 · 2014 · 2015 · 2016 · 2017 · 2018 · 2019 · 2020 · 2021 · 2022 · 2023 · 2024 · 2025